# جیمز بیوکنن
جیمز بیوکَنِن (به انگلیسی: James Buchanan, Jr) (۲۳ آوریل ۱۷۹۱ – ۱ ژوئن ۱۸۶۸) پانزدهمین رئیس‌جمهور ایالات متحده آمریکا از حزب دموکرات بود. وی از سال ۱۸۵۷ تا ۱۸۶۱ مقام ریاست جمهوری آمریکا را عهده‌دار بود. این دوران همزمان است با ۱۲۳۵ تا ۱۲۳۹ خورشیدی و زمان سلطنت ناصر الدین شاه در ایران، امضای معاهده پاریس میان ایران و بریتانیا از جمله وقایع مهم این دوران است.

## پیش از ریاست جمهوری
جیمز بوکانن سال ۱۷۹۱ در خانواده‌ای متمکن در پنسیلوانیا به دنیا آمد. در کالج دیکنسون حقوق خواند و به وکالت مشغول شد.
بوکانن پنج بار به نمایندگی مجلس انتخاب شد. دوره کوتاهی سفیر آمریکا در روسیه بود و پس از آن، به مدت یک دهه در سنا خدمت کرد. در دولت پرزیدنت پالک، وزیر امور خارجه و در زمان ریاست جمهوری فرانکلین پیرس، سفیر آمریکا در بریتانیا بود. سال ۱۸۵۶ دموکراتها جیمز بوکانن را به عنوان نامزد حزب برای شرکت در انتخابات ریاست جمهوری معرفی کردند.

## پانزدهمین رئیس‌جمهوری آمریکا
بوکانن در شرایطی رئیس‌جمهوری آمریکا شد که کشور به سرعت به سمت تجزیه پیش می‌رفت. بوکانن ترجیح داد که واقعیت‌های سیاسی زمانه اش را بپذیرد، از همین رو برای پایان دادن به اختلافها بر سر مسئله برده داری بر نظریه قانون اساسی تکیه کرد، اما او این نکته را در نظر نگرفته بود که شمالی‌ها استدلال‌های متکی بر قانون اساسی را که به نفع جنوبی‌ها بود نمی‌پذیرند. مسئله دیگری که بوکانن به آن اشراف نداشت مسئله آرایش سیاسی احزاب در آن زمان بود که به دلیل گسترش تمایلات تجزیه طلبانه در حال تغییر بود: انشعاب در حزب دموکرات، تضعیف و نابودی حزب ویگ و تشکیل حزب جمهوریخواه از تحولات این سالها بود.

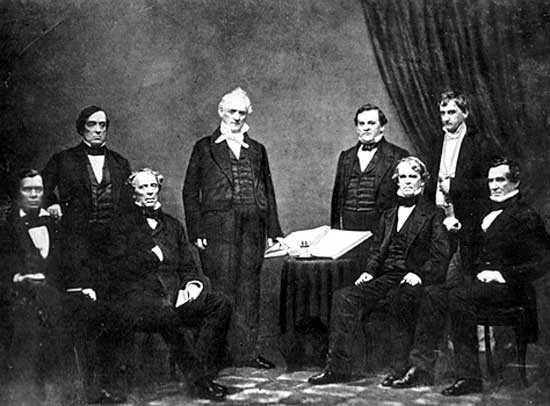
کابینه ریاست جمهوری

## بوکانن در کاخ سفید
جیمز بوکانن با شکست دادن میلارد فیلمور و جان فرمونت بعنوان پانزدهمین رئیس‌جمهوری آمریکا انتخاب شد، در آن زمان جمعیت ایالات متحده آمریکا ۳۱ میلیون و ۴۴۳ هزار و ۳۲۱ نفر بود. جیمز بوکانن بر این باور بود که اگر در انتخاب کابینه اش ترکیبی متوازن از جناح‌های سیاسی را در نظر داشته باشد و مردم را ترغیب کند که برای حل اختلافات در زمینه قانون اساسی تفسیر دیوانعالی کشور را بپذیرند، می‌تواند به بحرانهای سیاسی پایان دهد. دیوانعالی در حال بررسی قانونی بودن محدود کردن برده داری در سرزمینهای مورد مناقشه بود و جیمز بوکانن در نطق مراسم ادای سوگند ریاست جمهوری ضمن اشاره به این نکته، آرزو کرد که دیوانعالی این مسئله را به سرعت حل کند.
دو روز بعد دیوانعالی نظرش را اعلام و تصریح کرد کنگره برای محروم کردن مردم از برده داری در سرزمینهای مورد منازعه قدرت و اختیارات قانونی ندارد. جنوبی‌ها از اعلام نظر دیوانعالی شادمان شدند اما در شمال جنجال برپا شد.
کانزاس در آن زمان ایالت نبود و بوکانن تصمیم گرفت کانزاس را به عنوان یک ایالت برده دار اعلام کند، این مسئله خشم جمهوری خواهان و بسیاری از هم حزبی‌های بوکانن را برانگیخت اما کانزاس در دوران بوکانن همچنان به عنوان منطقه باقی‌ماند.
سال ۱۸۵۸ جمهوری خواهان در مجلس نماینگان به اکثریت دست یافتند، اما هر لایحه مهمی که تصویب می‌کردند باید از سد جنوبی‌ها در سنا می‌گذشت یا از وتوی رئیس‌جمهوری عبور می‌کرد. دولت فدرال به بن‌بست رسیده بود. سال ۱۸۶۰ اختلافات سیاسی تا جایی بالاگرفت که از حزب دموکرات دو شاخه شمال و جنوب انشعاب و هر شاخه نامزد خود را برای انتخابات ریاست جمهوری معرفی کرد، در نتیجه زمانی که جمهوری خواهان آبراهام لینکلن را به عنوان نامزد احراز مقام ریاست جمهوری معرفی کردند، واضح بود که لینکلن انتخاب می‌شود حتی اگر هیچ رایی در صندوقهای جنوب به نام او ریخته نشود. جنگ افروزان جنوب بر تجزیه طلبی دامن می‌زدند و تمایلی به روی کار آمدن یک دولت جمهوری‌خواه نداشتند. پرزیدنت بوکانن، تلاش کرد راهی برای مصالحه بیابد اما رهبران جدایی طلبان حاضر به مصالحه نبودند.
اینجا بود که بوکانن شیوه نظامی را در پیش گرفت و کشتی جنگی «ستاره غرب» را عازم جنوب کرد. چندین عضو کابینه بوکانن استعفا دادند و او با شمالی‌ها جاهای خالی کابینه اش را پر کرد.
بوکانن از این زمان تا پایان دوره ریاست جمهوری اش سیاست غیرفعالی را در پیش گرفت. ماه مارس ۱۸۶۱ بوکانن به پنسیلوانیا بازگشت و دوران بازنشستگی اش را آغاز کرد و مشکلات داخلی کشور را که از حلش ناتوان بود برای جانشینانش به ارث گذاشت. هفت سال بعد بوکانن درگذشت.
جیمز بوکانن تنها رئیس‌جمهوری آمریکا است که هرگز ازدواج نکرد.